# Trentepohlia humeralis
Trentepohlia humeralis là một loài ruồi trong họ Limoniidae. Chúng phân bố ở vùng nhiệt đới châu Phi.